# Illice opulentana
Illice opulentana là một loài bướm đêm thuộc phân họ Arctiinae, họ Erebidae.